# Felim mac Cathal Crobderg Ua Conchobair
Fedlimid mac Cathail Chrobdeirg (mort en 1265) roi de Connacht en 1230 déposé en 1231 rétabli de 1233 à 1265. Il doit de plus faire face en 1236-1237 puis en 1249-1250 à des anti-rois soutenus par les anglo-normands d'Irlande

## Origine
Fedlimd ou Felim mac Cathail Chrobdeirg est le fils cadet de Cathal Crobderg Ua Conchobair.

## Généalogie simplifiée
|  |  |  |  |                         |                         |                         |                         |                             |                             |                             |                             | Tairrdelbach 1106–1156      |                             |                        |                        |                        |                        |  |  |                        |                        |                        |                        |                        |                        |  |  |                           |                           |                           |                           |                           |                           |  |  |  |  |  |  |  |  |  |  |  |  |  |  |  |  |  |  |  |  |
|  |  |  |  |                         |                         |                         |                         |                             |                             |                             |                             |                             |                             |                        |                        |                        |                        |  |  |                        |                        |                        |                        |                        |                        |  |  |                           |                           |                           |                           |                           |                           |  |  |  |  |  |  |  |  |  |  |  |  |  |  |  |  |  |  |  |  |
|  |  |  |  |                         |                         |                         |                         | Cathal Crobhdearg 1189–1224 | Cathal Crobhdearg 1189–1224 | Cathal Crobhdearg 1189–1224 | Cathal Crobhdearg 1189–1224 | Cathal Crobhdearg 1189–1224 | Cathal Crobhdearg 1189–1224 |                        |                        |                        |                        |  |  | Ruaidrí 1156–1186      | Ruaidrí 1156–1186      | Ruaidrí 1156–1186      | Ruaidrí 1156–1186      | Ruaidrí 1156–1186      | Ruaidrí 1156–1186      |  |  |                           |                           |                           |                           |                           |                           |  |  |  |  |  |  |  |  |  |  |  |  |  |  |  |  |  |  |  |  |
|  |  |  |  |                         |                         |                         |                         | Cathal Crobhdearg 1189–1224 | Cathal Crobhdearg 1189–1224 | Cathal Crobhdearg 1189–1224 | Cathal Crobhdearg 1189–1224 | Cathal Crobhdearg 1189–1224 | Cathal Crobhdearg 1189–1224 |                        |                        |                        |                        |  |  | Ruaidrí 1156–1186      | Ruaidrí 1156–1186      | Ruaidrí 1156–1186      | Ruaidrí 1156–1186      | Ruaidrí 1156–1186      | Ruaidrí 1156–1186      |  |  |                           |                           |                           |                           |                           |                           |  |  |  |  |  |  |  |  |  |  |  |  |  |  |  |  |  |  |  |  |
|  |  |  |  |                         |                         |                         |                         |                             |                             |                             |                             |                             |                             |                        |                        |                        |                        |  |  |                        |                        |                        |                        |                        |                        |  |  |                           |                           |                           |                           |                           |                           |  |  |  |  |  |  |  |  |  |  |  |  |  |  |  |  |  |  |  |  |
|  |  |  |  |                         |                         |                         |                         |                             |                             |                             |                             |                             |                             |                        |                        |                        |                        |  |  |                        |                        |                        |                        |                        |                        |  |  |                           |                           |                           |                           |                           |                           |  |  |  |  |  |  |  |  |  |  |  |  |  |  |  |  |  |  |  |  |
|  |  |  |  | Áed 1224–1228           | Áed 1224–1228           | Áed 1224–1228           | Áed 1224–1228           | Áed 1224–1228               | Áed 1224–1228               |                             |                             | Feidlim 1230–1265           | Feidlim 1230–1265           | Feidlim 1230–1265      | Feidlim 1230–1265      | Feidlim 1230–1265      | Feidlim 1230–1265      |  |  | Toirrdelbach 1228-1230 | Toirrdelbach 1228-1230 | Toirrdelbach 1228-1230 | Toirrdelbach 1228-1230 | Toirrdelbach 1228-1230 | Toirrdelbach 1228-1230 |  |  | Aed mac Ruaidri 1228–1233 | Aed mac Ruaidri 1228–1233 | Aed mac Ruaidri 1228–1233 | Aed mac Ruaidri 1228–1233 | Aed mac Ruaidri 1228–1233 | Aed mac Ruaidri 1228–1233 |  |  |  |  |  |  |  |  |  |  |  |  |  |  |  |  |  |  |  |  |
|  |  |  |  | Áed 1224–1228           | Áed 1224–1228           | Áed 1224–1228           | Áed 1224–1228           | Áed 1224–1228               | Áed 1224–1228               |                             |                             | Feidlim 1230–1265           | Feidlim 1230–1265           | Feidlim 1230–1265      | Feidlim 1230–1265      | Feidlim 1230–1265      | Feidlim 1230–1265      |  |  | Toirrdelbach 1228-1230 | Toirrdelbach 1228-1230 | Toirrdelbach 1228-1230 | Toirrdelbach 1228-1230 | Toirrdelbach 1228-1230 | Toirrdelbach 1228-1230 |  |  | Aed mac Ruaidri 1228–1233 | Aed mac Ruaidri 1228–1233 | Aed mac Ruaidri 1228–1233 | Aed mac Ruaidri 1228–1233 | Aed mac Ruaidri 1228–1233 | Aed mac Ruaidri 1228–1233 |  |  |  |  |  |  |  |  |  |  |  |  |  |  |  |  |  |  |  |  |
|  |  |  |  |                         |                         |                         |                         |                             |                             |                             |                             |                             |                             |                        |                        |                        |                        |  |  |                        |                        |                        |                        |                        |                        |  |  |                           |                           |                           |                           |                           |                           |  |  |  |  |  |  |  |  |  |  |  |  |  |  |  |  |  |  |  |  |
|  |  |  |  | Áedh na nGall 1265–1274 | Áedh na nGall 1265–1274 | Áedh na nGall 1265–1274 | Áedh na nGall 1265–1274 | Áedh na nGall 1265–1274     | Áedh na nGall 1265–1274     |                             |                             | Áed Muimnech 1274–1280      | Áed Muimnech 1274–1280      | Áed Muimnech 1274–1280 | Áed Muimnech 1274–1280 | Áed Muimnech 1274–1280 | Áed Muimnech 1274–1280 |  |  |                        |                        |                        |                        |                        |                        |  |  |                           |                           |                           |                           |                           |                           |  |  |  |  |  |  |  |  |  |  |  |  |  |  |  |  |  |  |  |  |

## Règne
Après le meurtre Áed mac Cathail Ua Conchobair le Connacht est attribué à Richard de Bourg à l'exception des « Cinq cantons du roi », un domaine limité au comté de Roscommon et à certaines parties du comté de Sligo et du comté de Galway, qui reste entre les mains de Toirdelebach et d'Aed mac Ruiairi Ua Conchobair. 
Les deux frères entrent en conflit pour le titre royal. Toirdelbach est chassé par son frère et ils sont brièvement déposés par Fedlimid  mac Cathail Chrobdeirg en 1230-1231. Aed reprend le pouvoir en 1231 mais il se rebelle contre les chefs  Anglo-Normands du Connacht, ces derniers le déposent, le tuent et donnent le royaume à  Feidlimid mac mac Cathail Chrobdeirg Conchobair. 
En 1235, Richard de Bourg qui avait conquis la majeure partie du  Connacht et prend le titre de seigneur de Connaught, et les Anglo-Normands y construisent des châteaux. Fedlimid n'est plus le roi que des « Cinq cantons du roi ».  En 1236-1237 il doit faire face à l'usurpation de Brian mac Toirrdelbaig, le fils de Toirdelebach mac Ruiairi, soutenu par le Lord justicier Maurice FitzGerald (2e seigneur d'Offaly) (dénommé Mac Muiris par les irlandais). 
Fedlimid tente de maintenir de bonnes relations personnelles avec le roi Henri III d'Angleterre à qui il rend visite et qu'il accompagne dans ses expéditions au pays de galles en 1245. Néanmoins en 1249-1250 les « Étrangers » lui opposent encore son neveu Toirrdelbach mac Áeda meic Cathail Chrobdeirg Ua Conchobair. Malgré sa soumission à la fin de son règne les territoires qu'il contrôle officiellement sont encore réduit pas des dons du roi à ses favoris. Cependant comme son père et son grand-père avant lui Fedlilmid  est un bienfaiteur de l'église  et fonde en 1253 le prieuré dominicain de Roscommon où il est inhumé. 
À sa mort son fils Áed mac Felim Ua Conchobair lui succède.

## Sources
- (en) Theodore W. Moody, François X. Martin et Francis.J. Byrne, A New History of Ireland : Maps, Genealogies, Lists: A companion to Irish History part II, vol. IX, Oxford University Press réédition 2011, 2011 (1re éd. 1984), 690 p. (ISBN 978-0-19-959306-4 et 978-0-1982-1745-9, présentation en ligne).
- (en) Goddard Henry Orpen (Introduction de Seán Duffy), Ireland under the Normands 1169-1333, vol. III, Dublin, Four Courts Press (réédition), 2005, 633 p. (ISBN 9781846828188), p. 361-376 The Conquest of Connaught 1224-37 & Tne Sub-infeudation of Connaught, 1237, and Afterwards p.377-393
- (en) Freya Verstraten, « Both King and Vassal: Feidlim Ua Conchobair of Connacht, 1230-65 », Journal of the Galway Archaeological and Historical Society, vol. 55,‎ 2003, p. 13-37 (lire en ligne)